# Тайм
Тайм — відрізок часу, частина гри в деяких командних видах спорту.
Командні ігри часто складаються з кількох таймів, розділених невеликими перервами, під час яких гравці можуть відпочити й подумати
над тактикою подальшої гри.
На початку наступного тайму команди міняються половинами поля.
У деяких видах спорту замість терміна тайм вживається термін «період».
У певних випадках, коли правила змагання вимагають визначення переможця, при нічійному результаті основного часу гри призначаються
додаткові тайми або овертайми.
- Футбольний матч складається з двох таймів по 45 хвилин кожен. При нічійному результаті кубкової гри можуть призначатися два додаткові

тайми по 15 хвилин кожен.
- Хокейна гра складається з трьох періодів по 20 хвилин кожен. При нічійному результаті призначається дотатковий період тривалістю 5 хв.
- Баскетбольний матч складається з 4 таймів по 10 або 12 хвилин кожен. При нічійному результаті призначаються додаткові тайми по 5 хв.
- Регбійний матч складається з двох таймів по 40 хв. кожен. При нічійному результаті кубкової гри призначаються 10-хвилинні додаткові тайми.